# مدرسه نرسیسیان
مدرسه نرسیسیان (ارمنی: Ներսիսեան դպրոց) مؤسسه آموزش عالی ارمنی‌ها در شهر تفلیس در امپراتوری روسیه بود. این مؤسسه در تاریخ ۱ اکتبر ۱۸۲۴ توسط اسقف «نرسس آشتاراکتسی» (دیرتر جاثلیق تمامی ارمنستان، نرسس پنجم) کشیش ارشد ارمنیان در اسقف‌نشین گرجستان بنیان‌گذاری شد و تا سال ۱۹۲۴ میلادی یعنی دقیقاً به مدت یکصد سال فعالیت نمود.
نمای خارجی بنا از سنگ نارنجی رنگ روستاهای تساتر استان لوری و کاراهونج استان سیونیک ساخته شده بود. در جریان ساخت بنای جدید، آلکساندر مانتاشف ۳۷۰٬۰۰۰ روبل (۴۴۴ کیلوگرم طلا) هزینه کرد. در جلوی مدرسه مجسمه‌هایی از آلکساندر مانتاشف و نرسس پنجم نصب شده‌است.

## دانش‌آموختگان و فارغ‌التحصیلان سرشناس
لیست زیر دانش‌آموختگان سرشناس مدرسه نرسیسیان می‌باشد که سال فارغ‌التحصیلان شدنشان در پرانتز آمده است:
- خاچاطور آبوویان، معمار (۱۸۲۶)
- پرژ پروشیان، معمار (۱۸۵۶)
- درنیک دمیرچیان، معمار، رمان‌نویس (۱۸۹۸)
- کارو هالابیان، معمار (۱۹۱۷)
- یرواند کوچار، مجسمه‌ساز (۱۹۱۸)
- آناستاس میکویان، سیاستمدار شوروی
- سوقومون تهلیریان، ترورکننده طلعت پاشا، یکی از مسببان اصلی نسل‌کشی ارمنی‌ها
- آرشاک تر-قوکاسوف، فرمانده نظامی روسی-ارمنستانی
- هایک بژیشکیان، فرمانده نظامی
- گابریل سوندوکیان، معمار، نمایش‌نامه‌نویس
- نیکول آقبالیان، تاریخ‌نگار

فارغ‌التحصیل نشدند
- قازاروس آقایان، معمار، آموزگار، فولکلوریست (۱۸۵۳–۱۸۵۴)
- هوهانس تومانیان، معمار (۱۸۸۳–۱۸۸۷)